# Chikhale, Khanapur
Chikhale là một làng thuộc tehsil Khanapur, huyện Belgaum, bang Karnataka, Ấn Độ.